# ハンバッハ祭

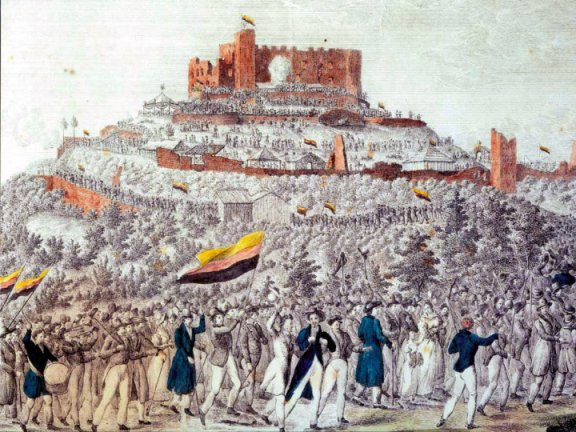
1832年のハンバッハ祭。3万人が集まり、1817年ヴァルトブルク祭の規模を超える盛況となった。

ハンバッハ祭（Hambacher Fest）とは、1832年5月27日から6月1日までドイツの再統一を目指すドイツ国民運動のなかバイエルン王国プファルツで開催された民族祭典（Volksfest）。「ドイツ5月祭」を称し、またハンバハ祭ともいう。

## 開催までの経緯

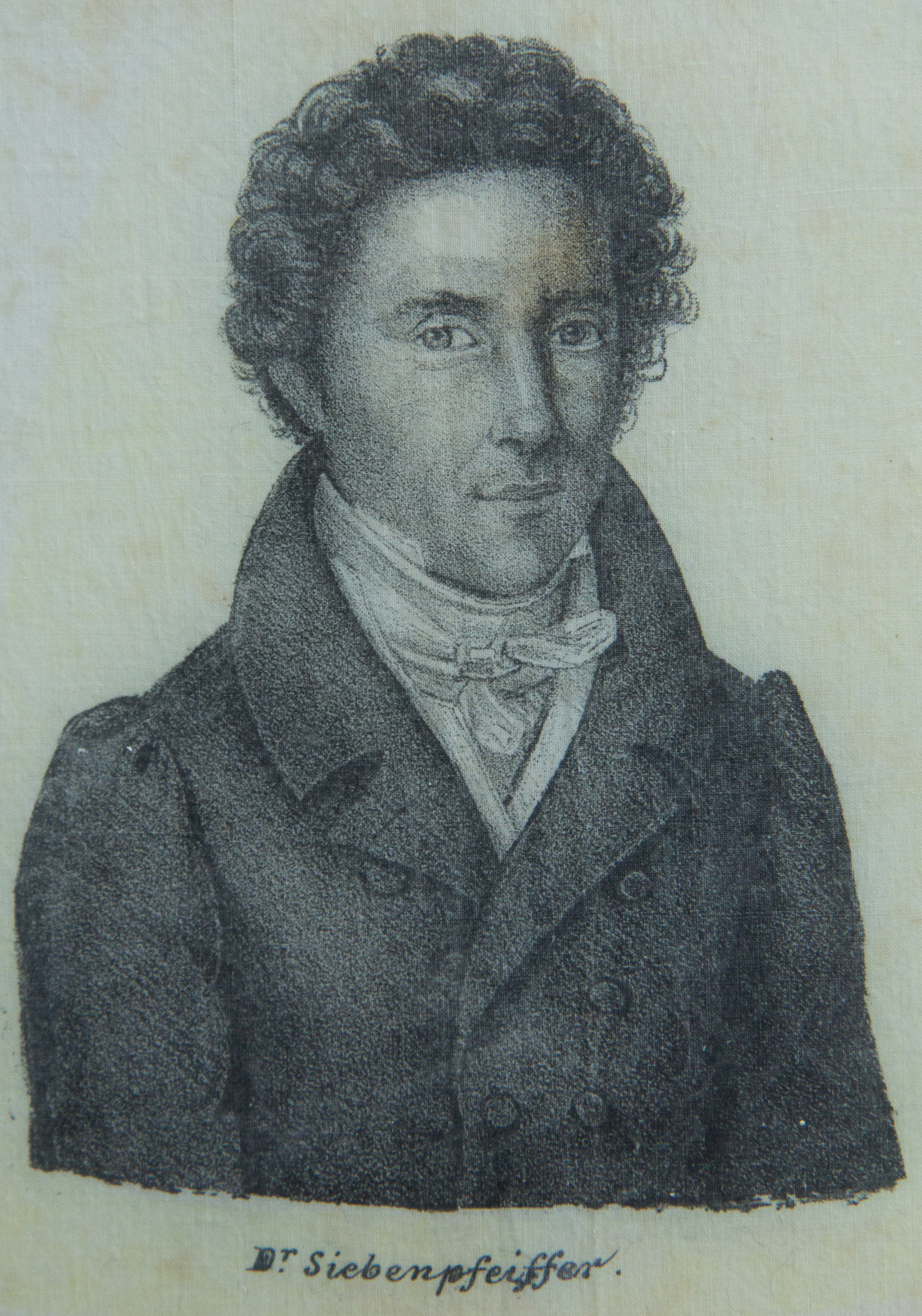
ハンバッハ祭を計画した記者ジーベンプファイファー（Philipp Jakob Siebenpfeiffer）

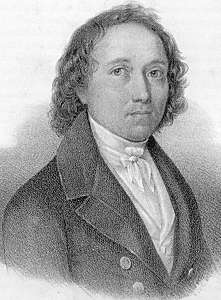
ハンバッハ祭を計画した出版者のヴィルト（Johann Georg August Wirth）

1818年に公布されたバイエルン憲法では出版の自由も明記されるなど、ナポレオン法典で認められていた権利が保証されていたが、1830年のフランス7月革命以降、バイエルン政府は検閲を強化していた。
ジャーナリストのヤコブ・ジーベンプファイファーとゲオルク・ヴィルトはドイツの再統一のために自由な言論は唯一の手段であるとする「Deutscher Vaterlandsverein zur Unterstutzung der freien Press 自由な出版を支援するためのドイツ祖国協会（または出版祖国協会）、略称:Deutscher Preß- und Vaterlandsverein (PVV)」を結成したが、プロイセン政府やハンブルク、バイエルンなどの国でも禁止された。
このようななか、バイエルン憲法記念祭計画について情報を得たジーベンプファイファーは憲法記念祭に代わって「民族祭（Volksfest）」としての祭典を計画して、5月27日に「ドイツ5月祭」をハンバッハ城で開催することを宣伝した。ハンバッハ祭は「内的 ・外的な暴力廃止のための祝祭」であり、「法律に保証された自由とドイツの国家としての尊厳の獲得」を目的とした。
ライン同盟のバイエルン王国（ライン・バイエルン)政府では、フランス占領時代から集会は禁止されていたが、祝典（Festmahl）や民族祭典（Volksfest）は許可されていた。しかし、ライン・バイエルン政府は「ドイツ5月祭」を禁止しようとして、集会を禁止しようとしたが、参事会の反対もあり、政府が禁止命令を撤回したが、こうした撤回は前代未聞であり、政府の敗北とみなされた。

## 開催
こうしてバイエルン王国のプファルツ地方で1832年5月27日から6月1日まで3万余が集まった「ドイツ5月祭=ハンバッハ祭」が開催され、ドイツ統一と諸民族の解放、人民主権や共和制の樹立などが叫ばれた。参加者は「ドイツ祖国とは何か」「輝きの渦のなかの祖国」といった歌（リート）を歌いながら行進し、医師ヘップはドイツ統一とドイツの自由によってドイツは再生すると演説した。ハンバッハ祭には、ユダヤ系のルートヴィヒ・ベルネがパリから参加した。ベルネの著書『パリ便り』は禁書になっていたがは大きな反響をプロイセンで呼んでおり、ドイツの自由の守護神として学生たちから歓迎された。ベルネは、ポーランド・ロシア戦争でユダヤ人3万人がポーランド支援のためにかけつけ、ポーランドという祖国を戦い取ろうとしているのに対して、「ユダヤ人をひどく軽蔑している誇り高く、傲慢なドイツ人には祖国が未だない」と述べている。また、フリッツ・ロイターも参加した。
ジーベンプファイファーは演説で「国民と呼ばれるうじ虫は地べたをうごめきまわっている」と述べ、祖国の統一を望むことさえ犯罪になるのだと主張し、34人のドイツ諸国家の君主を「国民の虐殺者」と罵り、君主が王位を去り市民になることを求めた。ヴィルトは祖国の自由のための戦いには、外国の介入なしで独力でなされなければならないと愛国主義を演説した。しかし、その後の演説では、革命を望まないという商人の演説がなされる一方で、弁護士ハルアウァーは臆病な奴隷でいるよりも名誉の戦死を訴えたり、ブラシ職人ヨハン・フィリップ・ベッカーは武装した市民だけが祖国を守ると演説するなど、慎重な意見と急進派とで意見が分かれた。
祝祭後、指導的な参加者はノイシュタット町で臨時政府国民会議の結成を模索したが、結局、ドイツ祖国出版協会の名前が「ドイツ改革協会」に変わることで会議は終わった。

## ハイネの批判
パリにいたハイネはドイツ革命もドイツ共和国の誕生もそんなに早くはこない、というのも、ドイツの本質は王党主義であり、ドイツは共和国ではありえないと同情しながら批判した。なお、ハイネは1840年の『ベルネ論』で革命を説くベルネに対して「テロリスト的な心情告白」として批判し、ベルネの演説が「最下層の人々のデマゴーグ」になったのは、「人生において何もなしえなかった男の自暴自棄な行動」と非難した。

## ハンバッハ祭以後
ハンバッハ祭の後、ドイツ各地で倉庫や市場が過激派によって襲撃されるなど、混乱が広まったため、1832年6月24日、バイエルン政府軍は首都シュパイエルに進駐し、戒厳令下においた。メッテルニヒは革命がドイツ全土に拡大するのを恐れて、弾圧を強化し、集会や祭典は禁止され、ヴィルトやジーベンプファイファーなど多くの活動家が逮捕拘禁されて有罪判決を受けた。1833年4月には「出版祖国協会」過激派の地下組織の50人がフランクフルトで警察を襲撃したが、これによって1800人が逮捕された。
こうしてドイツ国民運動は弾圧されたが、国民運動は非政治的な協会の姿をとって持続して、10万人以上のメンバーを持った男性合唱協会はドイツ語の民謡を普及させ、またヤーンの体操協会なども、ドイツ国民意識の形成に大きな役割を持った。